# 丸山楽雲
丸山 楽雲（まるやま らくうん、1948年 - ）は篆刻家。
長野県安曇野市生まれ。同県中信地方を拠点とし、書画、篆刻の世界では数々の実績を残し本場中国では三絶と称される。安曇野市内はもとより、同県の中野市、松本市、及び各町村に散在する寺院に収蔵されている書画、篆刻、印などの制作を手掛けている。また、木額、石碑、山号額、幟旗などの揮毫、更には、会社名や商品タイトル、ロゴマーク、パッケージや包装紙の書画、書籍の題字などにも活躍の場を広げている。

## 芸歴

### 日本
- 日本美術展覧会作家（連入4回、以後不出品）
- 元読売書法会幹事
- 元謙慎書道会評議員
- 元日本書芸院二科審査会員
- 元日本書画振興協会理事、審査員
- 元篆社評議員
- 元日本篆刻家協会常務理事、審査員
- 日本深邃篆会主宰
- 安曇野焼窯元
- 国際芸術文化賞・菊花勲章受章（2007年6月）

### 中国
- 北京聯合大学書画篆刻研究所顧問（2007年2月就任）
- 西泠印社招待作家
- 鄭板橋書画院顧問委員会主任
- 西安終南印社特別会員
- 北京朝陽区書法家協会名誉会員
- 天津印社芸術顧問
- 洛陽愚楽印社顧問
- 全中国現代篆刻芸術大展名誉評撰委員
- 全中国山水杯書画大展名誉評撰委員
- 中国国際文学芸術博覧会招待
- 日中聯展2回開催（北京市）
- 新1000年中国国際書法篆刻展招待（西安市）
- 環球国際芸術文化賞受賞（2006年2月）

## 作品
- 高嶋章貞（柳沢書苑、1979年）
- 安曇野の美術（創林社、1982年）（絶版）
- 鳥虫篆大鑑（字典）（東京堂出版、1989年）（絶版）
- 来 楚生印譜
- 梅 舒適墨戯（絶版）
- 明科の石造文化財（町教委刊行）
- 明科町史（一部執筆）（明科町史編纂会、1985年）
- 丸山楽雲論語篆刻集（中国図書出版社、書号ISBN 978-988-99381-1-6）
- －鎌府御家人・地頭－ 平林氏の消長（2008年3月出版予定）